# Campeonato de España de Atletismo en pista cubierta de 1972
El VIII Campeonato de España de Atletismo en pista cubierta, se disputó el día 26 de febrero de 1972 en las instalaciones deportivas de Palacio de los Deportes, Madrid, España.

## Resultados

### Hombres
| Evento              | Oro                           | Plata                        | Bronce                       |
| ------------------- | ----------------------------- | ---------------------------- | ---------------------------- |
| 60 m                | José Luis Sánchez Paraíso 6.7 | Francisco García 6.8         | Fernando Escrivá 6.8         |
| 400 m               | Alfonso Gabernet 47.7         | Manuel Carlos Gayoso 48.2    | José Manuel Santisteban 49.8 |
| 800 m               | Andrés Ballbé 1:53.4          | Alfonso Bilbao 1:55.3        | Vicente Añó 1:56.2           |
| 1500 m              | Alberto Esteban 3:49.8        | José María Alonso 3:53.4     | José Ramón Menéndez 3:56.8   |
| 3000 m              | Antonio Burgos 8:26.4         | José Luis Ruiz Bernal 8:31.4 | Francisco Gordillo 8:31.6    |
| 60 m vallas         | Rafael Cano 8.1               | Gerardo Trianes 8.2          | Gerardo Calleja 8.3          |
| Salto de altura     | Francisco Bolaños 2,06        | Martí Perarnau 2,06          | Juan José Ocio 2,03          |
| Salto con pértiga   | Ignacio Sola 4,80             | Miguel Consegal 4,60         | Efrén Alonso 4,60            |
| Salto de longitud   | Ernesto Mir 7,44              | Juan José Azpeitia 7,42      | Pedro Pablo Fernández 7,24   |
| Triple salto        | Jesús Bartolomé 15,36         | Francisco Castrillo 15,00    | César Suárez de Centi 14,95  |
| Lanzamiento de peso | Antonio Herrería 16,54        | Manuel Ruiz Parajón 15,26    | Bonifacio Allende 14,51      |

### Mujeres
| Evento              | Oro                         | Plata                          | Bronce                    |
| ------------------- | --------------------------- | ------------------------------ | ------------------------- |
| 60 m                | Lourdes Valdor 7.7          | Isabel Montaña 7.9             | María José Martínez 7.9   |
| 400 m               | Rosa Colorado 57.0          | Ana Lorenzo 59.6               | Aurora Salgado 1:01.3     |
| 800 m               | Consuelo Alonso 2:15.5      | Rosa María Ochandiano 2:17.3   | Mercedes Lacasa 2:22.9    |
| 1500 m              | Belén Azpeitia 4:50.6       | Coro Fuentes 4:52.4            | Nieves Recuero 4:55.9     |
| 60 m vallas         | María Jesús Sánchez 8.9     | María Carmen Ruiz 10.1         | Matilde Bixquert 10.2     |
| Salto de altura     | Sagrario Aguado 1,66        | María del Carmen Palacios 1,56 | María Carmen Negro 1,53   |
| Salto de longitud   | Carolina Nolten 5,44        | Isabel Montaña 5,29            | María Pilar Fanlo 5,26    |
| Lanzamiento de peso | María Ángeles Muguiro 11,34 | María Jesús Fernández 11,03    | María Carmen Guembe 10,75 |

## Récords batidos
| Tipo              | Sexo    | Prueba          | Atleta          | Marca |
| ----------------- | ------- | --------------- | --------------- | ----- |
| Récords de España | Mujeres | Salto de altura | Sagrario Aguado | 1,66  |